# Zajd Ibn Ali
Zajd Ibn Ali, arab. زَيْد ٱبْن عَلِيّ, (ur. 694/695 w Medynie, zm. najprawdopodobniej 7 marca 740 w Kufie) – eponimiczny piąty imam zajdytów, którego rewolta dała początek odrębnemu istnieniu tego odłamu szyizmu.

## Życiorys
Był synem Alego Ibn Husajna i niewolnicy z Sindhu o imieniu Dżajda. Wśród rodziny i w Medynie znany był z biegłości w naukach religijnych. Jego starszy brat Muhammad al-Bakir powierzył mu zadanie obrony interesów Husajnidów (tj. potomków Husajna) w sporze, jaki toczyli oni z Hasanidami (potomkami Hasana) o kontrolę nad majątkiem spadkowym (sadakat) Alego. Spór toczył się przed umajjadzkimi namiestnikami Medyny Ibrahimem Ibn Hiszamem (724–732) i Chalidem Ibn Abd al-Malikiem (732–735), zaś w jego trakcie reprezentujący Hasanidów (i faktycznie kontrolujący sadakat) Abd Allah Ibn al-Hasan miał oskarżyć Zajda przed namiestnikiem o aspirowanie do kalifatu, chociaż jako syn niewolnicy obcego pochodzenia nie ma do niego prawa. Gdy Zajd poskarżył się matce Abd Allaha, Fatimie, ta zachęciła go, by zemścił się, urągając jej godności, co ten uczynił, rozpowszechniając plotki na temat jej niewłaściwego zachowania się w stosunku do poprzedniego namiestnika. Gdy jednak stało się jasne, że Umajjadzi wykorzystują całą sprawę do dyskredytowania rodziny Proroka (Ahl al-Bajt), Zajd wycofał się z niej i zapewnił Abd Allaha, iż nigdy więcej nie podniesie tej kwestii przed namiestnikiem.
W 733 zmarł Muhammad al-Bakir. Część jego zwolenników przeniosła swoje poparcie na jego syna, Dżafara, ale wielu szyitów upatrywało nowego przywódcy w Zajdzie, który był znacznie starszy i bardziej poważany od swojego bratanka. W maju 738 namiestnik Iraku Chalid Ibn Abd Allah al-Kasri został zastąpiony przez Jusufa Ibn Umara i w wyniku tortur swojego następcy wskazał Zajda i kilku innych Kurajszytów jako dzierżących jego depozyty. Kalif Hiszam (724–743) nakazał wyjaśnienie sprawy i Zajd został ostatecznie oczyszczony z podejrzeń, jednak w rezultacie znalazł się w Kufie, gdzie jego elokwencja zaczęła przyciągać do niego potencjalnych buntowników. Jusuf nakazał swojemu zastępcy w Kufie, Hakamiemu Ibn as-Saltowi, zmuszenie Zajda do wyjazdu, jednak ten znajdował kolejne wymówki do pozostania na miejscu i w rezultacie jego pobyt przedłużył się do czterech lub pięciu miesięcy. Kiedy w końcu opuścił miasto, Kufańczycy zaczęli zachęcać go do powrotu, obiecując masowe poparcie w razie rebelii. Przez następne dziesięć miesięcy Zajd przemieszczał się sekretnie od plemienia do plemienia, pozyskując nowych sojuszników, przy czym przez dwa miesiące przebywał w Basrze. Żeby wzmocnić swoje powiązania z nimi, poślubił także kobiety z plemion Sulajm i Azd.
W sumie w Kufie 12 czy 15 tysięcy ludzi miało mu zaprzysiąc wierność. Zdobył także zwolenników w Sawadzie, Al-Mada’in, Basrze, Wasicie, Mosulu, Górnej Mezopotamii, Reju i Dżurdżanie (dzis. Golestan). Poparcie dla niego nie było jednak pełne. Niektórzy ulemowie aktywnie wsparli jego sprawę, inni jednak, przy zachowaniu sympatii, wyrażali wątpliwości co do ostatecznej postawy Kufańczyków. Abu Hanifa miał jedynie przysłać pieniądze, a poza tym wymówić się od walki. Inni Haszymici, zarówno Alidzi jak i Abbasydzi, także nie okazali solidarności, po części z powodu własnych ambicji. Abd Allah Ibn al-Hasan miał wysłać list, w którym ostrzegał Zajda przed powszechnie znaną wiarołomnością Kufańczyków. Dżafar as-Sadik miał radzić swoim zwolennikom, by przystąpili do Zajda, większość z nich jednak wycofała swoje poparcie, gdy ten odmówił potępienia postępowania dwóch pierwszych kalifów, Abu Bakra (632–634) i Umara (634–644). Źródła przywiązują szczególną wagę do tego incydentu, opisując go jako przyczynę wewnątrzszyickiej schizmy pomiędzy imamitami i zajdytami.
Kompromisowe stanowisko w tej kwestii odzwierciedlało umiarkowaną postawę ówczesnych szyitów z Kufy. Zajd miał twierdzić, iż chociaż Ali (656–661) był najlepszym kandydatem (afdal) spośród muzułmanów do następstwa po Proroku, to niemniej przysięga lojalności złożona wcześniejszym, mniej doskonałym (mafdul) kalifom pozostaje ważna. Ten pogląd (potępiony przez późniejszych zajdytów) przysporzył Zajdowi sympatii wśród wielu nieszyickich muzułmanów. Poza tym zdawał się on wyznawać poglądy bliskie charydżytom, przekonując o potrzebie popierania sprawiedliwego imama oraz o nałożonym na społeczność (umma) obowiązku pozbycia się niesprawiedliwego władcy. Podobno miał także stwierdzić, że jeśli imam domaga się uznania, powinien, jeśli to konieczne, obwieścić swoje pretensje publicznie, z mieczem w dłoni. Zajdowi były zatem obce kwietystyczne idee pojawiające się we współczesnym mu szyizmie, powiązane często z zachowywaniem takijji i eschatologiczną koncepcją imama jako mahdiego, nie przywiązywał także żadnej wagi do dziedzicznego imamatu. Takie połączenie z jednej strony dosyć konserwatywnej doktryny z bojową postawą przyciągnęło do niego wielu ówczesnych szyitów i miało pozostać charakterystyczne dla całego późniejszego zajdyzmu.
Jusuf Ibn Umar dowiedział się o obecności Zajda w Kufie i ten został zmuszony do przedwczesnego ogłoszenia rewolty. Z rozkazu Jusufa Hakam Ibn as-Salt zwołał kufickich przywódców i wojowników do Wielkiego Meczetu i zamknął ich w nim pod strażą syryjskich żołnierzy. Stąd na wezwanie Zajda odpowiedziało mniej niż trzystu ludzi, chociaż później lista buntowników wzrosła do około tysiąca. Walczyli oni przede wszystkim z oddziałami Syryjczyków, których Jusuf sprowadził do Kufy. Trzeciego dnia walk Zajd zginął od strzały, która trafiła go w głowę. Źródła podają różne daty jego śmierci, najbardziej prawdopodobna z nich to jednak 7 marca 740.

## Dziedzictwo
Zwolennicy Zajda próbowali ukryć miejsce jego pochówku, zostało ono jednak zdradzone i jego ciało poddano ekshumacji. Głowę wysłano do kalifa Hiszama do Damaszku, który nakazał jej wystawienie, później zaś odesłanie do Medyny. Ciało zostało ukrzyżowane w Kufie i pozostawione przez kolejne trzy lata, aż do śmierci Hiszama, kiedy jego następca Al-Walid Ibn Jazid (743–744) nakazał jego spalenie i rozrzucenie prochów nad Eufratem. Zemsta za Zajda miała stać się jednym z haseł abbasydzkiej rewolucji i po jej zwycięstwie zwłoki Hiszama zostały odkopane, ukrzyżowane i spalone. Młodszy syn Zajda, Jahja, podobnie jak ojciec, podjął walkę z Umajjadami i zginął w walce z ich siłami w 743.
Za swojego życia Zajd był słynny jako uczony, jednak jego aktywność w tym zakresie pozostaje dla nas dzisiaj niejasna. Wiele z jego odczytań „Koranu” zachowało się w sunnickich dziełach na temat kira’at i nie zdradzają one żadnych szczególnych szyickich tendencji. Teologiczne traktaty przypisywane mu przez tradycję zajdycką trudno jednak uznać za autentyczne. Są one zbyt odmienne od siebie zarówno w stylu, jak i wyrażanych doktrynalnych pozycjach, by mogły być dziełem jednego człowieka. Zajdyta Ibrahim Ibn az-Zibrikan (zm. 799) ułożył zbiór przypisywanego Zajdowi prawa religijnego na podstawie przekazu Kufańczyka Abu Chalida al-Wasitiego. To dzieło odzwierciedla tradycję kuficką i jest mało prawdopodobne, by Zajd miał w nim jakikolwiek istotny udział. Abu Chalid przekazał także jego komentarz na temat trudnych (gharba) wyrażeń koranicznych. W tych tekstach Zajd jawi się jako przeciwnik kadaryzmu i zdaje się wspierać umiarkowanie antyantropomorficzną koncepcję Boga. Zgadza się to z poglądami pierwszych kufickich zajdytów, późniejsi zajdyci opisywali go jednak jako zgadzającego się z mutazylitami.